# Костино (Ленинградская область)
Костино — деревня в Пашском сельском поселении Волховского района Ленинградской области.

## История
Деревня Костина упоминается на карте Санкт-Петербургской губернии Ф. Ф. Шуберта 1834 года.

МОСЕНКОВО, КОСТИНО тож — деревня принадлежит генерал-майору Мерлину и господам Апрелевым, число жителей по ревизии: 13 м. п., 15 ж. п. (1838 год)

Деревня Костина отмечена на карте Ф. Ф. Шуберта 1844 года.

КОСТИНО, она же КОПТИЛОВКА — деревня поручика Сергея Апрелева и Анны Апрелевой, по просёлочной дороге, число дворов — 4, число душ — 12 м. п. (1856 год)

КОСТИНА — деревня владельческая при реке Паше, число дворов — 5, число жителей: 9 м. п., 12 ж. п. (1862 год)

В 1864—1868 годах временнообязанные крестьяне деревни выкупили свои земельные наделы у И. Ф. Апрелева и стали собственниками земли.
Согласно епархиальным сведениям 1899 года деревня относилась к приходу Крестовоздвиженской церкви Шижнемского погоста в селе Часовенское Новоладожского уезда.
В конце XIX — начале XX века деревня административно относилась к Николаевщинской волости 3-го стана Новоладожского уезда Санкт-Петербургской губернии.
По данным «Памятной книжки Санкт-Петербургской губернии» за 1905 год деревня Костино входила в состав Часовенского сельского общества.
Согласно военно-топографической карте Петроградской и Новгородской губерний издания 1912 года деревня называлась Костина.
По данным 1933 года деревня называлась Кослино и входила в состав Часовенского сельсовета Пашского района Ленинградской области.

Деревня Костино на карте 1940 года

По данным 1966, 1973 и 1990 годов деревня Костино входила в состав Часовенского сельсовета Волховского района.
В 1997 году в деревне Костино Часовенской волости проживали 2 человека, в 2002 году постоянного населения не было.
В 2007 и в 2010 году в деревне также не было постоянного населения.

## География
Деревня расположена в северо-восточной части района на автодороге 41К-021 (Паша — Часовенское — Кайвакса).
Расстояние до административного центра поселения — 30 км.
Деревня находится на правом берегу реки Паша при впадении в неё ручья Одубля, смежно с деревней Подъелье.

## Демография
| 1838 | 1862 | 1997 | 2002 | 2007 | 2010 | 2012 |
| ---- | ---- | ---- | ---- | ---- | ---- | ---- |
| 28   | ↘21  | ↘2   | ↘0   | →0   | →0   | →0   |
| 2017 |      |      |      |      |      |      |
| ↗3   |      |      |      |      |      |      |

### Национальный состав
Согласно данным Всероссийской переписи населения 2021 года в деревне проживал 1 человек, русский.